# Mimeure
Mimeure est une commune française située dans le canton d'Arnay-le-Duc du département de la Côte-d'Or, en région Bourgogne-Franche-Comté.

## Géographie

### Localisation
Le territoire de la commune de Mimeure a des limites bien définies depuis de longues années. Au nord, les communes de Clomot (à hauteur de l'Eau de Beaune) et de le Fête ; à l'est les communes de Musigny et Foissy en définissent les frontières, à l'ouest la commune de Jouey, et enfin, au sud, la commune d’Arnay-le-Duc.
Par ailleurs, les terres de cette commune sont assez accidentées. Au nord-est, on rencontre le vaste plateau de Thoreille qui occupe toute la partie du territoire situé entre le hameau de Thoreille et le finage de Musigny. De ce plateau se détachent dans la direction du nord-est au sud-est les collines du bois du Puits, de la Garenne ou des Tronçois, les collines de Contaut, de Solonge ou du Chêne au Poltron et de la Buissenaye. Ainsi, ces mamelons sont situés entre plusieurs comme ou combes. L’extrémité nord-ouest du territoire comprend le versant côté est du plateau des Grandées ou de Treney, situé sur le finage de Jouey.

### Géologie
D'un point de vue géologique, le sous-sol de la partie supérieure du plateau de Thoreille et de toutes les collines qui s'en détachent est formé par les calcaires du lias (calcaires à gryphées et lumachelles). Dans le versant des collines, on rencontre la marne et les grès de l'infra-lias ainsi que plusieurs couches d'argile propres à la fabrication de la tuile. Les vallons contiennent des marnes, des grès, du trias et du granit. Il n'existe que de faibles affleurements de marnes irisées sur ce territoire, mais les grès de trias atteignent dans plusieurs endroits une assez grande épaisseur. Il y en a de très bonne qualité pour les constructions. Notamment, les ponts d'Arnay-le-Duc ont été construits en 1778 avec des grès provenant de Mimeure et de Saint-Prix.
Mimeure a un assez bon sol pour la culture des céréales. Ses prairies sont de bonne qualité.
Le territoire de Mimeure est compris dans le bassin de l'Arroux. La partie nord-est est traversée par la rivière la Solonge qui vient de l'étang de le Fête ; elle coule du nord au sud-ouest. Cette rivière alimentait l'étang de l’Eau de Beaune, les écluses de Solonge et de Boulon qui servaient de bief aux moulins de mêmes noms. La rivière de Solonge reçoit à droite la rivière de Clomot et de Promenois ; à gauche, le petit ruisseau de la Grand Cour, des Prâlots, de la comme Bolard, de Flacelière, du pré Chaponnot et de la fontaine Croule-Cul. À l'exception de la rivière de Clomot et du ruisseau de Promenois, tous ces petits ruisseaux ont leur source sur le territoire de Mimeure.
Dans le versant de l'Arroux proprement dit, on rencontre le ruisseau de Mimeure qui a son origine à la fontaine de la Pierraillouse, sur le territoire de Musigny, et qui verse ses eaux dans l'Arroux à Arnay-le-Duc, en passant par le village de Mimeure. Le ruisseau de Thoreille, entre la Garenne et le bois du Puits, verse ses eaux dans l'étang Fouchey. Enfin le ruisseau de Ravery, formé par la réunion de deux petits cours d'eau dont l'un a pour origine la fontaine de Ravery à Thoreille et le second une fontaine située sur la rive ouest des bois communaux de Thoreille, verse ses eaux dans l'étang Barrot.

### Hameaux

#### Solonge
Le hameau de Solonge (Salonge en 1396) dépendait anciennement de la Seigneurie de Musigny. Il est moins important que Thoreille. Ce village est sirué au nord-ouest de Mimeure, sur le versant de gauche de la vallée de la Sollonge. Jadis, c'était un village « mal bâti mais assez propre ». Le quartier dit des Prâlots est situé à 500 m au sud du village principal ; ce quartier s'étend jusque vers le moulin, dit moulin de Solonge, dont nous parlerons un peu plus loin.

#### Thoreille

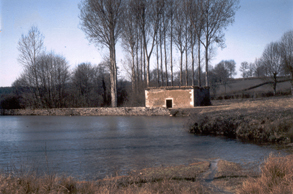

Le hameau de Thoreille (Toraillis en 1213) est situé à l'est de Mimeure en haut et sur le versant de droite du petit vallon dit de l'étang de chat, qui verse ses eaux dans l'étang Barrot sur le territoire d'Arnay-le-Duc. « Thoreille est un village assez important mais il est mal bâti ; ses rues sont malpropres », dit un document d'autrefois. C'est parfois vrai encore aujourd'hui. Sur l'origine de ce nom de Thoreille ou Thorey dont la racine est fréquente en Bourgogne, les gens savants[Qui ?] l'attribuent aux nombreuses implantations de Barbares Germains (les Burgondes) venus de l'autre côté du Rhin. Un de leurs dieux était Tor ou Thor, dieu de la guerre, fils d'Odin[Information douteuse], etc.
(Cf. Les implantations Burgondes entre la Seine et le Rhône).

### Climat
Pour des articles plus généraux, voir Climat de la Bourgogne-Franche-Comté et Climat de la Côte-d'Or.
En 2010, le climat de la commune est de type climat des marges montargnardes, selon une étude du Centre national de la recherche scientifique s'appuyant sur une série de données couvrant la période 1971-2000. En 2020, Météo-France publie une typologie des climats de la France métropolitaine dans laquelle la commune est exposée à un climat océanique altéré et est dans la région climatique  Lorraine, plateau de Langres, Morvan, caractérisée par un hiver rude (1,5 °C), des vents modérés et des brouillards fréquents en automne et hiver. 
Pour la période 1971-2000, la température annuelle moyenne est de 10,1 °C, avec une amplitude thermique annuelle de 16,9 °C. Le cumul annuel moyen de précipitations est de 830 mm, avec 11,9 jours de précipitations en janvier et 7,6 jours en juillet. Pour la période 1991-2020, la température moyenne annuelle observée sur la station météorologique de Météo-France la plus proche, « Arnay_sapc », sur la commune de Saint-Prix-lès-Arnay à 4 km à vol d'oiseau, est de 10,5 °C et le cumul annuel moyen de précipitations est de 799,9 mm,. Pour l'avenir, les paramètres climatiques de la commune estimés pour 2050 selon différents scénarios d'émission de gaz à effet de serre sont consultables sur un site dédié publié par Météo-France en novembre 2022.

## Urbanisme

### Typologie
Au 1er janvier 2024, Mimeure est catégorisée commune rurale à habitat dispersé, selon la nouvelle grille communale de densité à 7 niveaux définie par l'Insee en 2022.
Elle est située hors unité urbaine et hors attraction des villes,.

### Occupation des sols
L'occupation des sols de la commune, telle qu'elle ressort de la base de données européenne d’occupation biophysique des sols Corine Land Cover (CLC), est marquée par l'importance des territoires agricoles (71,5 % en 2018), en diminution par rapport à 1990 (75,8 %). La répartition détaillée en 2018 est la suivante : prairies (58 %), forêts (20,8 %), terres arables (9,7 %), mines, décharges et chantiers (5,3 %), zones agricoles hétérogènes (3,8 %), zones urbanisées (2,4 %). L'évolution de l’occupation des sols de la commune et de ses infrastructures peut être observée sur les différentes représentations cartographiques du territoire : la carte de Cassini (XVIIIe siècle), la carte d'état-major (1820-1866) et les cartes ou photos aériennes de l'IGN pour la période actuelle (1950 à aujourd'hui).

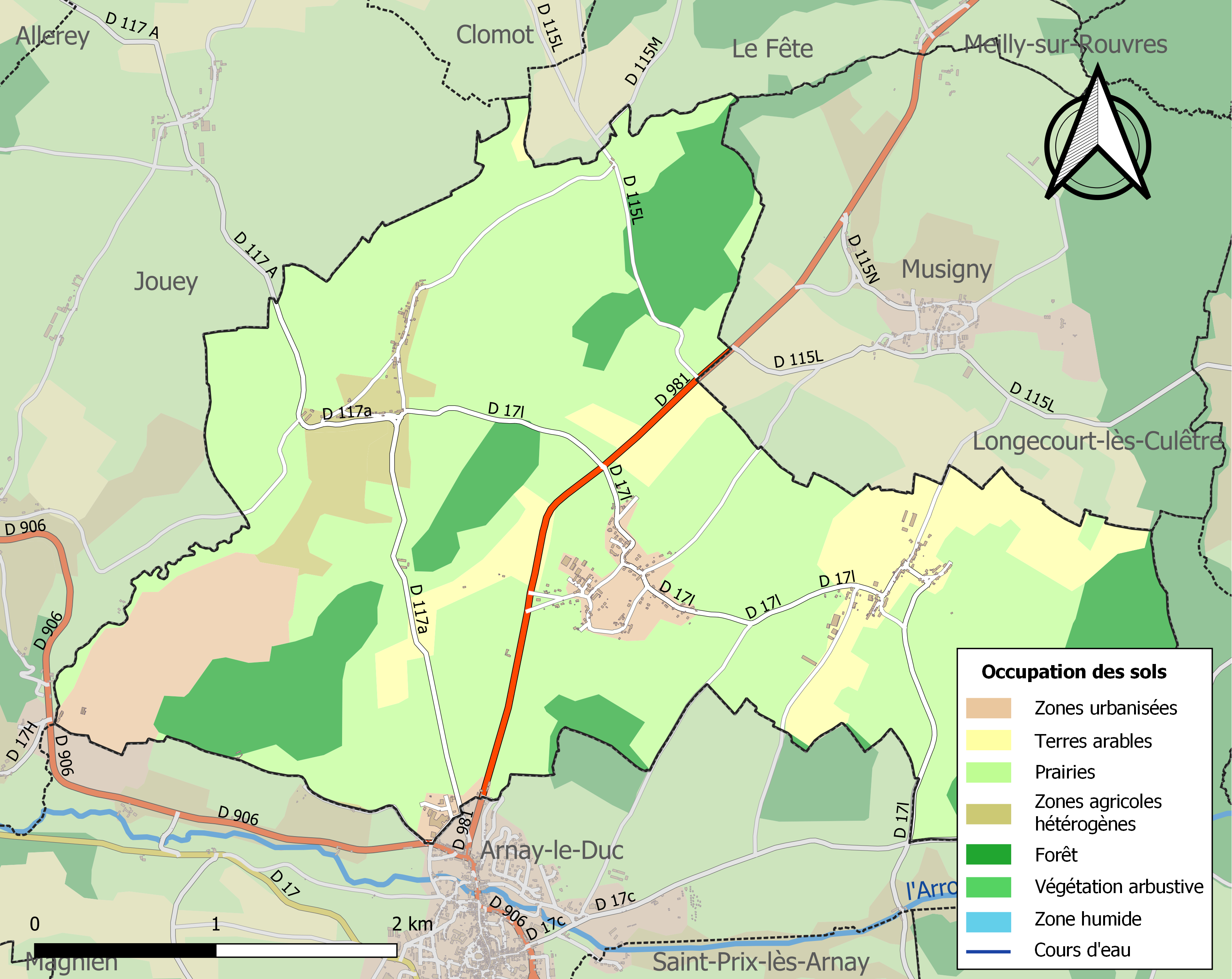
Carte des infrastructures et de l'occupation des sols de la commune en 2018 (CLC).

Le village de Mimeure est l'un des villages les plus visités de Côte-d'Or avec près 5 000 visiteurs par an. Ils viennent principalement pour admirer La Chapelle contaut ainsi que l'église Notre-Dame et la tombe du seigneur de Mimeure : François le bon.

## L'église
| Dates     | Nom | Notes biographiques |
| --------- | --- | --- |
| ?-1793    | Abbé Benjamin Langeron (né à Ciry-le-Noble, en 1736, il était fils de Benjamin Langeron, avocat et notaire royal à Ciry) | Il avait un petit domaine de seize soitures de prés et de soixante-cinq soitures de champs. Avec les dixmes et gerbes de Passion, il vivait comme ses paroissiens. Il disparaît au moment où la Constituante impose à l'Eglise en France une organisation qui la séparait pratiquement du Pape. Cette constitution Civile du Clergé fut condamnée par le Pape. Mais l'Assemblée Nationale décréta que les prêtres devaient prêter serment à cette Constitution Civile du Clergé. Les réfractaires furent arrêtés, déportés sur les pontons de la Rochelle ou guillotinés. Ceux qui prêtèrent serment furent appelés les « jureurs » ou encore les « intrus ». Il y eut un prêtre jureur en fonction à Voudenay. Le curé de Mimeure disparut de la circulation en 1793. |
| 1793-1804 | Jean-Baptiste Monnot | la paroisse est vacante. Les actes de baptêmes et de mariages sont cependant rédigés par le curé de Jouey qui s'était réfugié dans la clandestinité. Cet abbé, J.Baptiste Monnot, curé de Jouey accompagne toujours sa signature des mots suivants : Prêtre de la Sainte Église, Catholique, Apostolique et Romaine. Dans tel acte il valide un mariage qui avait été béni par « l'intrus » de Voudenay, nommé Rasse. Pour vivre, il exerçait la profession de rémouleur, ce qui lui permettait de disparaître de temps en temps. Chez nous, il exerçait son ministère à Boulon, Pont de Colonne, Flacelière, Moulin de Solonge. Il redevint curé de Jouey en 1804, quand Bonaparte, par le Concordat, rétablit la paix religieuse.                                    |
| 1805-1807 | Abbé Jean-Etienne Belin                                                                                                  | Enterré à Mimeure |
| 1808-1817 | Abbé Antoine Faulque | |
| 1817-1828 | Abbé Etienne Bertrand | Enterré à Mimeure |
| 1828-1831 | Abbé Louis-Etienne Bessey                                                                                                | |
| 1832-1838 | Abbé Hugot | |
| 1838-1846 | Abbé Dulniaut | |
| 1846-1863 | Abbé François Broissant                                                                                                  | Une rue de Dijon porte le nom de son neveu, « Caporal Broissant », en raison de sa mort héroïque devant les Prussiens, en 1870 |
| 1863-1925 | Abbé Léon Gueniffey | Né à la Roche-en-Brenil, curé pendant 62 ans. Il est enterré à Mimeure |
| 1921-1926 | Abbé J. Carmellino | Vicaire d'Arnay-le-Duc, il est le suppléant du précédent durant 4 années |
| 1926-1933 | Abbé Claudius Boulicault                                                                                                 | |
| 1933-1976 | Abbé Pierre Naudin | Enterré à Mimeure aux côtés de l'abbé St Martin |

## La chapelle Contaut
La cloche de la chapelle Contaut (la plus petite) fut apportée dans le clocher de l'église en 1790 et la plus grosse date de 1825. Dans d’anciennes notes d’un M. Bougenot, il est fait remarquer que la croix en bois était recouverte d’ardoise en lamelles.
Sur la chapelle Contaut, on peut dire que Mongin II Contaut (fils unique de Mongin Contaut) fut inhumé le samedi 18 juillet 1534. La chapelle est sous le vocable de la conception de Notre-Dame et de Saint-Jérôme.
Cette chapelle est en rectangle qui a intérieurement 14 mètres de long sur 7 de large ; les murs ont une épaisseur moyenne de 0,80 m ; la voûte au plein centre est en gazon, son élévation à la clef au-dessus du sol de la chapelle est de 6,80 m. Cette voûte est divisée en trois travées par des nervures à gorge extérieurement maintenues au moyen de huit contreforts, et intérieurement elles reposent sur des demi-colonnes cylindriques de 0,40 m. de diamètre en pierre de taille sans chapiteau ni corniches. Deux fenêtres latérales au nord ont extérieurement 2,40 m de haut sur 0,85 m de large, et les grandes fenêtres dans les pignons, ont extérieurement 1,80 m de large et sur 2,50 m de haut. Toutes ces fenêtres sont ogivales et sans morceaux. La porte principale d'entrée à 3 centres (anse de panier) est ornée d’un boudin en simple tore. Le clocher qui a été détruit en 1790 était en bois, il avait la même forme que celui de l'église de Mimeure, mais il était plus petit, et la flèche était moins élevée ; ce clocher était situé sur le milieu de la première travée, en entrant dans la chapelle.
Au-devant et à côté de la chapelle existe une maison d'habitation composée de deux chambres, l'une au rez-de-chaussée et l'autre au premier et unique étage avec grenier dessus ; une petite cave existait sous l'escalier en pierre construit à l'extérieur ; puis un four donnant dans la chambre au rez-de-chaussée. Le bûcher était construit en appendice contre le côté sud de la chapelle à côté de la sacristie construite également en appendice, sur la porte extérieure de la sacristie, et sur celle qui donne accès de la sacristie à la chapelle, se trouve l'écusson de la famille Contaut, qui porte : d'azur à la fasce d'or, accompagnée de trois besans d’or en chef d'une coquille de même en pointe.
Cette habitation était celle de l'ermite ou moine qui desservait la chapelle, plus tard ce n’était plus qu’un pied à terre pour le prêtre qui venait de temps en temps officier dans cette chapelle. Cette maison était alors habitée par un gardien.
Toutes les constructions sont situées dans un clos entouré d'une haie vide et d'une contenance de quatre journaux (un hectare environ), limité au nord par le chemin de la Flacelière à Mimeure, d’où se détache à quelques pas à l'ouest, le chemin de Contaut à Arnay-le-Duc par le Pâtis au Roi. Dans ce clos et à 20 mètres à l'est de la maison d’habitation existe une fontaine abondante entourée par une charmille, cette fontaine est renommée par la bonne qualité de son eau.
À la Révolution, bâtiments et enclos furent vendus comme biens nationaux à Dijon le 3 mars 1792 à M. Laligant ; actuellement ( ? ), cette propriété fait partie du domaine appartenant à M. Michon Martin, propriétaire dans l’autunois. Puis Pernet, puis sont devenus la possession de Jean Gras, fermier propriétaire à Mimeure à partir de 1913.
Vers l'année 1800, la maison d'habitation de Contaut fut louée par le garde particulier des bois de M. Lhomme situés sur les communes de Mimeure, Foissy, Culètre, quatre gardes particuliers ont successivement habité cette maison jusqu'en 1874 (le premier garde particulier M. Chandelier a habité Contaut de 1800 à 1816, le second M. Consvaux de 1816 à 1838, puis M. Bœuf de 1840 à 1856, et enfin M. Berthaut de 1856 à 1874. Depuis cette époque, la maison de Contaut n’a plus été habitée, et tous les bâtiments sont touchés de ruines.
La chapelle de Contaut failli être totalement détruite le 7 ou 8 du mois de novembre 1885. Un incendie dû à la malveillance d'un vagabond selon les uns, ou à l'imprudence d'un fermier selon les autres, dont le fourrage fut consumé à l’intérieur de la chapelle. La voûte en brique fut lézardée à tel point que la démolition fut jugée indispensable. L’enduit intérieur des murs fut sérieusement atteint et la toiture fut totalement détruite. Cette toiture a été refaite, et l'enduit des murs a été bien réparé mais privée de sa belle voûte, de ses enduits intérieurs en mortier de chaux et de bourre, et de la plupart de ses portes, et fenêtres que l'on a muré, ce bâtiment a perdu toute sa valeur, tout son cachet architectural. En effet, cette ancienne construction à la suite de ce sinistre n’est plus actuellement que le squelette de la jolie chapelle construite par Mongin Contaut et par Bernarde des Barres, sa femme, en 1520.
Avant 1789, l'enclos de Contaut n'était cultivé que devant la maison d’habitation. Jusqu'à la fontaine, c’était le jardin. Le reste était planté, une partie en vigne, l’autre, la plus grande partie, était garnie d'arbres fruitiers, de charmilles, et d'arbres d'agrément. C'est dans cette dernière partie que se tenait l'apport. Le lundi de Pâques, les marchands ambulants, des jeux, et la mise en place d'un lieu de danse, s'y installaient et en arrivait la jeunesse arnétoise, et celles des villages voisins. Ce jour de fête attirait autrefois à Contaut une grande foule attirée pour le plus grand nombre par les divertissements qu’offrait cette fête, tandis que d’autres ne venaient en ce lieu ce jour-là, qu'en pèlerinage pour assister aux offices célébrés des prêtres d'Arnay-le-Duc. Les pèlerins n’oubliaient jamais d'emporter chacun une bouteille de l’eau de la fontaine. Cette bouteille jouissait alors de la réputation de guérir les maux d’yeux, les écrouelles, et de couper la fièvre.
Cet apport s'est tenu jusqu’en 1788. Cette année-là, un accident mis pour toujours fin à cette fête. Le lundi de Pâques 1788, en sonnant la cloche pour annoncer l'heure des vêpres, le nommé Colle, sonneur de cloche à Arnay-le-Duc engagea la corde de la cloche dans un joint ouvert du cadre en pierre de taille de l'ouverture circulaire du clocher, au niveau des nervures de la voûte de la chapelle, ébranla cette pierre de taille, et la fit tomber sur lui, il fut écrasé et sa mort fut instantanée. Alors, la foule péniblement impressionnée abandonna ce lieu de réjouissance, où elle ne devait plus se réunir à l'avenir. En effet, la Révolution arrivait un an après, Contaut fut déclaré bien national et vendu le 3 mars 1792.
En souvenir de la fête de Contaut, les Arnétois ont pris l'habitude de se porter en foule à Mimeure le lundi de Pâques, jadis pour rouler des œufs teints, et maintenant pour passer un jour à l’auberge, et danser.
Le lundi de Pâques n'était pas le seul jour de fête célébré annuellement à Contaut. Le premier jour des Rogations, Contaut était le but de la procession d’Arnay-le-Duc à laquelle venait se joindre celle de Mimeure. Ce jour-là, une véritable fête champêtre comme pour célébrer le retour du printemps avait lieu à Contaut, les assistants qui étaient toujours en grand nombre, puis les prêtres, tous portaient de quoi se régaler gaiement.
Un mémoire et à l'appui d’un compte de la fabrique de St-Laurent d'Arnay-le-Duc en date du 14 juin 1634 en donne la preuve : fourni par Taquenet aux sieurs fabriciens pour le temps des Rogations 1° - envoyé à Contaut deux pièces de pâtisserie à 40 sols, plus une livre de beurre frais, deux douzaines d'œufs, et du sel avec du pain pour 25 sols.
On voit qu'à l'occasion de ces fêtes populaires, nos pères savaient allier prêtrise et plaisir.
Il existe au bois de Boulon sur le territoire de Mimeure, une fontaine située dans un endroit très pittoresque, non loin d’un pâquier, c’est la fontaine Croule Cul, où de temps immémoriaux, les arnétois lors des mariages allaient boire de son eau, collationner, puis sauter et danser sur le pâquier près de la fontaine. De là son nom, dit-on.
Tombeau de Mongin II Contaut – En la chapelle Contaut
18 juillet 1534 – Mort de Mongin Contaut seigneur de Mimeure – Conseiller au Parlement de Bourgogne. Son lieu de sépulture est cité par Claude Courtépée et Paillot donne à ce sujet quelques petits renseignements ignorés du public.
Il est enterré à l'ermitage de Notre Dame en ou sur la justice de Mimeure sous un tombeau élevé de deux pieds et demy de terre, sur lequel sont deux figures hors d’œuvre d'environ un pouce qui représentent lui et sa femme avec cette inscription :
« Ci gîst honorable homme et saige maistre Mongin Contault conseiller du Roy notre en sa cour du Parlement et Dijon, seigneur de Mimeure lequel a fondé ceste chapelle en l’honneur de Nostre Dame et de St-Hiérome et trépassa le XIIX juillet MDCXXXIV – Et damoiselle Bernarde des Barres sa femme, laquelle trépassa le V May mil cinq cens . . priez Dieu pour eulx. ».
La chapelle ou ermitage de Contaut fut vendue comme bien national en 1791, ses ornements qui consistaient en quelques statues ont disparu – et sa cloche appartient aujourd’hui à l'église de Mimeure. Tout à côté de ce monument existait une habitation de la même époque où dit-on résidait le prêtre – détaché cette année du prieuré St-Jacques d’Arnay pour les services religieux.
PS : les Contaut ont été anoblis par Charles le Téméraire, en ses États des Flandres.
Les armes ont des lettres de noblesse datées de Bruxelles en novembre 1460.

## Moulins

### Le moulin de Solonge
Le moulin de Solonge situé à 2 400 mètres en aval du moulin de l'Eau de Beaune était un établissement assez important lorsqu'il était alimenté par l'étang de Solonge, d'une superficie de 18 hectares 78 ares. Cet étang converti en pré depuis 1847 était renommé par la qualité de son poisson. Le moulin de Solonge fut ensuite alimenté par un petit bief d'une superficie d'un hectare au plus. Les eaux de la rivière la Solonge était retenues dans ce bief par la chaussée de l'ancien étang dans laquelle il existait un déversoir en maçonnerie de 5 mètres de long et deux vannes de décharge de 1,10 m de large sur 0,80 m de haut.
Depuis un temps immémorial le moulin de Solonge appartenait à M.M. de Chaugy, comtes de Roussillon, seigneurs de Musigny et Solonge.
L'année 1772, ce moulin devint la propriété de M. Montcimet de Musigny, puis de M. Champy et de son gendre M. Benoît Champy. Ensuite, ce moulin appartint à M. Antoine Chalon d'Eguilly qui habitait à Paris. Il fut acheté après la Guerre 1914-1918 par MM. Giboulot frères.
Le moulin de Solonge contenait deux paires de meules mises en mouvement par une roue hydraulique de 3,50 m de diamètre ; la chute de cette usine était de 4,90 m.

### Le moulin de l'Eau de Beaune
Le moulin de l'Eau de Beaune est très ancien.
Ce fut près de ce moulin et de ceux de Clomot et de Solonge qu'eut lieu le plus fort de la bataille dite d'Arnay-le-Duc, entre les catholiques et les protestants, les 27 et 28 juin 1570. À cette époque, ce moulin appartenait au Prieuré de Le Fête, avec son foulon situé à 1 500 mètres en amont. Ce foulon est détruit depuis longtemps. Le moulin de l'Eau de Beaune est situé à 2 200 mètres en aval du moulin du Fête, sur la rivière de ce nom.
Ce moulin était alimenté par les eaux de la rivière de Le Fête, retenues par un étang de la superficie de 7 hectares environ, au moyen d'une chaussée où existait un déversoir en maçonnerie de 7 mètres de long et un vannage de décharge composé de 5 vannes de un mètre de large, sur 1,20 m de haut. Ce moulin contenait deux paires de meules mises en mouvement par une roue hydraulique de 3,80 m de diamètre. La chute de ce moulin est de 6,12 m. Ce moulin a appartenu à la famille Bonnard Villemeureux, puis à M. Benoît Champy, puis à son gendre M. Lambert Benoît Champy. Enfin, il fut acquis au XXe siècle par Lazare Pierre.
Ce moulin ne fonctionne plus depuis le début de la Grande Guerre.
Sur l'origine de ce nom de l'Eau de Beaune, une indication intéressante se trouve dans le livre de Claude Courtépée (Histoire de la Bourgogne - page de Clomot) où il est indiqué que la seigneurie de Clomot appartint un certain temps au Chapitre de Beaune, c'est-à-dire aux chanoines desservant l'église Notre-Dame de Beaune.

## Coutumes et légendes

### La fontaine Croule-Cul
Jusqu'à la fin du XIXe siècle, - et de temps immémoriaux – les jeunes mariés d'Arnay-le-Duc et des villages environnants aimaient se rendre au bois de Boulon près d’une fontaine située à un endroit très pittoresque et près d’un pâquier ou pâtis communal.
C'est la fontaine Croule-Cul. Les jeunes mariés, leurs parents ou amis, allaient boire de son eau, collationner, franchir la fontaine d’un saut, puis danser sur le pâquier voisin – De là son nom, dit-on.
Assez difficile à trouver, cette fontaine se situe au nord-ouest vers une chapelle qui est visible de toute la région : la chapelle Contaut. Descendre ensuite le sentier au nord-ouest de la ferme pour retrouver les vestiges de cette fontaine

### La fontaine de Contaut
Au bas de la chapelle du même nom se trouve une autre fontaine. Cette dernière avait parait-il, il y a plusieurs siècles, la vertu de soigner les écrouelles. Reste de cette fontaine, l'encadrement encore intact.

### La Servitude des Brandons
Le Prieur de Saint-Jacques - petite église existant à Arnay-le-Duc jusqu'en 1792, dans le faubourg du même nom - était tenu de se trouver à l'entrée de la nuit au pâquier (ou pâtis) au Roi, finage de Mimeure (sur le chemin d'Arnay-le-Duc à la chapelle Contaut, premier petit pâtis sur la droite).
Au prieur, accompagné de ses « officiers » marguillier, chantres et paroissiens et le dernier marié du faubourg Saint-Jacques, distribuait des brandons de paille qu'ils allumaient ensuite. Le prieur et ses officiers élevaient en l'air ces brandons enflammés et l'assistance clamait « Monsieur de Mimeure nous voyez-vous ? ».
Le seigneur de Mimeure dont le château jusqu'à la Révolution comportait cinq tours était censé les voir et envoyait son héraut annoncer au prieur qu'il avait vu et accepté son hommage.
Alors toute l'assistance du faubourg Saint-Jacques devait être restaurée par le dernier marié.
Claude Courtépée dans sa Description générale et particulière du Duché de Bourgogne parue vers 1770 ajoute ceci « l'origine de cette coutume singulière vient d'une donation de quatre journaux de terre en franchise, faite par un seigneur (HILDUIN de Mimeure en 1088) au prieur sous peine de la perte des fruits de l'année.
Elle s'exécute exactement - Ce droit fort ancien est reconnu par le prieur sur les terriers de Mimeure de 1550 et de 1674. »

## Démographie
L'évolution du nombre d'habitants est connue à travers les recensements de la population effectués dans la commune depuis 1793. Pour les communes de moins de 10 000 habitants, une enquête de recensement portant sur toute la population est réalisée tous les cinq ans, les populations de référence des années intermédiaires étant quant à elles estimées par interpolation ou extrapolation. Pour la commune, le premier recensement exhaustif entrant dans le cadre du nouveau dispositif a été réalisé en 2004.

En 2022, la commune comptait 326 habitants, en évolution de +6,54 % par rapport à 2016 (Côte-d'Or : +0,82 %, France hors Mayotte : +2,11 %).
| 1793 | 1800 | 1806 | 1821 | 1831 | 1836 | 1841 | 1846 | 1851 |
| ---- | ---- | ---- | ---- | ---- | ---- | ---- | ---- | ---- |
| 377  | 213  | 415  | 434  | 437  | 414  | 424  | 451  | 453  |

| 1856 | 1861 | 1866 | 1872 | 1876 | 1881 | 1886 | 1891 | 1896 |
| ---- | ---- | ---- | ---- | ---- | ---- | ---- | ---- | ---- |
| 446  | 403  | 422  | 422  | 439  | 435  | 464  | 479  | 429  |

| 1901 | 1906 | 1911 | 1921 | 1926 | 1931 | 1936 | 1946 | 1954 |
| ---- | ---- | ---- | ---- | ---- | ---- | ---- | ---- | ---- |
| 384  | 363  | 339  | 297  | 301  | 295  | 260  | 270  | 265  |

| 1962 | 1968 | 1975 | 1982 | 1990 | 1999 | 2004 | 2006 | 2009 |
| ---- | ---- | ---- | ---- | ---- | ---- | ---- | ---- | ---- |
| 289  | 312  | 227  | 218  | 199  | 216  | 236  | 247  | 289  |

| 2014 | 2019 | 2022 | - | - | - | - | - | - |
| ---- | ---- | ---- | - | - | - | - | - | - |
| 305  | 315  | 326  | - | - | - | - | - | - |

## Personnalités liées à la commune

### Geoffroy de Thoisy
Geoffroy de Thoisy chevalier seigneur de Mimeure est un amiral bourguignon du XVe siècle. Il est chevalier de l'Ordre de la Toison d'Or.
Il fut chambellan du duc de Bourgogne Philippe le Bon.
En mai 1441, il est appelé par son suzerain Philippe le bon à prendre le commandement d'une flottille pour venir en aide aux chevaliers hospitaliers assiégés par les Turcs dans l'île de Rhodes. Son expédition fut un succès. Ensuite il fut appelé à renforcer la flotte de Wallerand de Wavrin qui devait venir en aide aux Byzantins à la suite de l'appel à la croisade du pape Eugène IV. En récompense de ses faits, il fut fait amiral par le duc de Bourgogne. Il fut ensuite ambassadeur à Rome de ce dernier.
Il est père d'Hugues de Thoisy.

### Hugues de Thoisy
Fils de Geoffroy de Thoisy, seigneur de Mimeure, Hugues de Thoisy fut bailli d'Auxois puis ambassadeur du duc de Bourgogne, Philippe le Bon, à Rome, en Sicile et à Florence de 1457 à 1462. Il est chambellan de Charles le Téméraire. À la mort de Charles le Téméraire en 1478, il prend le parti de sa souveraine Marie de Bourgogne contre le roi de France Louis XI. Après que ce dernier a fait envahir le duché de Bourgogne, ses terres sont ravagées et son château est rasé. Sa fille Claudine est contrainte de vendre ce qu'il en reste à Mongin Contaut, membre ordinaire de la chambre des comptes du duc de Bourgogne, devenu Président pour s'être rallié rapidement à Louis XI.

### Jacques-Louis Valon de Mimeure
Né à Dijon en 1659, et placé dans son enfance auprès du Grand Dauphin en qualité de gentilhomme d’honneur, Jacques-Louis Valon de Mimeure devint lieutenant général des armées. Louis XIV éleva pour lui la terre de Mimeure en marquisat vers 1697. Il avait, selon certains textes, un talent pour la poésie latine (plusieurs pièces en ce genre). On lui doit des vers à la louange du roi (dans les Mercures de l’année 1677), et Jean Donneau de Visé fit remarquer, par la suite, la finesse des pensées de ce jeune poète français. Il laissa, en 1707, à sa réception à l'Académie française (fauteuil 3), un discours qui existe encore dans le recueil de l'Académie. Le dernier travail littéraire que nous connaissons est une Ode imitée d'Horace en 1715. Jacques-Louis Valon meurt le 3 mars 1719 à Auxonne. Sa veuve, Charlotte Madeleine de Carvoisin d'Achy, marquise de Mimeure (1665-1739),  a longtemps conservé une correspondance assidue avec Voltaire.

### Claude Fyot de Mimeure
Arrière-petit-neveu de Jacques Louis Valon et héritier du titre de marquis de Mimeure, Claude Fyot de Mimeure (1763-1849) fut au début du XIXe siècle l'auteur d'ouvrages sur l'histoire et l'architecture de Dijon et de sa région.

### Philibert Lambert
Philibert Lambert écrivit l’Amour intéressé ou l’Amour d’aujourd’hui : dialogue sur les maximes d’aimer à présent, Autun, Guillemin Jean, s.d. (1690 ?)

### Mongin II Contaut
Mongin II Contaut fut seigneur de Mimeure de la mort de son père Mongin Contaut à sa propre mort en 1534. C'est à lui que l'on doit la chapelle dite de « Contaut » dont l'ossature existe encore aujourd'hui.

### Mongin Contaut
Seigneur de Mimeure, Mongin Contaut fut également secrétaire du duc de Bourgogne.

## Sports
Depuis juin 2003, les jeunes de Mimeure ont créé un club de football. L'A-J-Mimeure (Association de la Jeunesse Mimeuroise). Ce petit club non recensé par la FFF accueille des jeunes de Mimeure et des communes alentour. Ce club avec un effectif d'une quinzaine de joueurs comprend des jeunes de 7 à 20 ans. Tous les samedis de 10 h à 12 h, les Mimeurois se retrouvent au stade de foot Stade Abbé Pierre Naudin en hommage au dernier abbé du village mimeurois (1933-1976). Le but de ce club est de rassembler les jeunes le temps de quelques entraînements, matchs amicaux et tournois de foot.
Chaque année, l'AJM organise son tournoi fin juillet qui attire de plus en plus de monde. En 2010, des équipes de Beaune, Lacanche, Magnien et Arnay-le-Duc y avaient participé. L'équipe de Manlay détient le dernier trophée de 2013.